# KATTE.
KATTE.とは1986-1992年に仙台を拠点に活躍したロックバンド。代表曲は「CLAP YOUR HEART」「GATAGATA ROAD」「DESTROY WALK」「MONEY CAUSE R&R」「SLEEP」「乾いた風吹くこの街で」「はさみむし」など。

## 略歴
1986年
8月 - 高平(Vo.）、神田（Dr.）、星（G）、小野寺(B.)の4人で結成
10月 - Kids are alright 初ライブ
11月 - 星に代わり小野目が加入
1987年
2月1日 - 1本目の自主制作カセット発売
3月 - 新宿ロフトオーディショングランプリ
5月
新宿ロフトライブ、R&Rオリンピックオーディショングランプリ
6月
八戸ライブ、「KATTE2」発売
8月 - .R&Rオリンピック出場　ソノシート「SMOGCITY」発売
10月 - 日本コロムビア　第2回トライアドオーディショングランプリ、初ワンマンライブ「DESTROY WALK」　同時に「KATTE3」発売
12月 - ワンマンライブ「MONEY CAUSE R&R」、新田一郎「音楽勧進帳」にて準グランプリ
1988年
1月 - KATTE10番勝負開始　
5月 - ノンセクトの前座
8月 - R＆Rオリンピック出場
9月 - 久々のワンマンライブ「CLAP YOUR HEART」「KATTE4」発売
11月 - 関東ツアー（横浜ビブレ、本八幡ルート14、浦和ナルシス、渋谷Eggman)
12月 - 渋谷Eggmanライブ
1989年
2月 - ワンマンライブ「LAST DREAM」
4月 - G.星再加入　　カモンベイビーの前座　
5月 - B.小野寺脱退、中鉢加入
6月 - モデルガンの前座　関東ツアー開始
7月 - 代々木チョコレートシティライブ
10月 - 東北ツアー開始
1990
8月 - 「KATTE5　ガラクタの街」発売、SMEのバックアップを受ける
9月 - 福島音楽祭で準グランプリ
12月 - SAMMクリスマスコンテストグランプリ
1991
1月 - 中鉢脱退、ヒロサキ加入
2月 - 東北ツアー開始（新庄、弘前、八戸）
3月 - 春の東北ツアー　（八戸、弘前、釜石）、「KATTE6」「KATTE7」同時発売
8月 - 仙台ハイランド、新庄野外ライブ、BANDBANG出演
12月 - BANDBANG2DAYSに出演
1992
3月12日 - 解散ライブ